# Uli Rubner
Ulrike «Uli» Rubner (* 10. August 1959 in Bruneck (Südtirol); heimatberechtigt in Lützelflüh) ist eine Schweizer Journalistin und Medienmanagerin.

## Leben
Uli Rubner studierte Betriebswirtschaft und moderne Sprachen an der Università Commerciale Luigi Bocconi in Mailand und an den Universitäten von Verona und Innsbruck. Ab 1987 arbeitete sie als Journalistin bei verschiedenen Publikationen von Ringier in Zürich und wurde 1995 zur Chefredaktorin der Schweizer Woche ernannt. Ab 1997 erarbeitete sie für Ringier eine Zeitschriftenstrategie für Rumänien und realisierte als Projektverantwortliche die Frauenzeitschrift Unica.
Von 1998 bis 2000 war Uli Rubner im Bereich Corporate Communications tätig, zuletzt als Managing Director einer grossen Kommunikations-Gruppe in Zürich. 
Von 2000 bis 2008 arbeitete Uli Rubner als Medienmanagerin, zuerst als Verlagsleiterin der Weltwoche und der Bilanz; ab 2005 war sie als Mitglied der Unternehmensleitung von Tamedia, der späteren TX Group, für den Bereich Zeitschriften (u. a. Annabelle, Facts, Finanz und Wirtschaft, Schweizer Familie) verantwortlich. Ab 2008 arbeitete Uli Rubner als selbständige Projektverantwortliche für Tamedia, unter anderem als Interimsleiterin der Berner Tageszeitungen der Gruppe und für die Lancierung von Friday, der Lifestyle-Publikation von 20 Minuten. 2016 bis 2018 leitete sie die Wirtschaftsmedien der Ringier Axel Springer AG (Bilanz, Handelszeitung, Schweizer Bank, Schweizer Versicherung). Seit 2018 ist sie als Chefredaktorin für das Wohn- und Immobilienmagazin Homes tätig, das zweimal jährlich als Beilage zu Handelszeitung und Bilanz erscheint.
Von 2011 bis 2014 hatte Uli Rubner einen Lehrauftrag für Medienökonomie und Projektmanagement an der HTW Chur. Von 2013 bis Ende 2015 war sie als Präsidentin von Südtirol Marketing verantwortlich für die touristische Positionierung der Destination Südtirol, bis die Organisation in die IDM, die Standortförderungs-Agentur von Südtirol, integriert wurde. Seit 2021 engagiert sich Uli Rubner für die Universität Innsbruck – zuerst als Verantwortliche für den Förderkreis 1669 und die Stiftung ihrer Alma Mater, und seit 2023 als Botschafterin.